# Miguel Fritz
Miguel Fritz O.M.I. (ur. 28 maja 1955 w Hannoverze) – niemiecki biskup rzymskokatolicki, posługujący w Paragwaju, wikariusz apostolski Pilcomayo od 2025. 

## Życiorys
Święcenia kapłańskie otrzymał 28 maja 1981 w Zgromadzeniu Misjonarzy Oblatów Maryi Niepokalanej. 
15 kwietnia 2025 papież Franciszek mianował go wikariuszem apostolskim Pilcomayo. Sakry udzielił mu 14 lipca 2025 w katedrze św. Marii w Mariscal Estigarribia metropolita  Asunción, kardynał Adalberto Martínez. 